# Rock da Alemanha
O Rock Alemão (em alemão Deutschrock) surgiu no final dos anos 1960, que gerou muitas bandas inovadores e influentes com gêneros como krautrock, New Wave, Heavy Metal, Punk e Industrial.
Rock and Roll surgiu nos Estados Unidos nos anos 40, e atravessou o mundo por volta dos anos 50. Existe poucas bandas alemãs na época, no entanto o rock americano foi muito popular na Alemanha Ocidental. Bandas como Bill Haley & His Comets foram muito populares. A razão por causa desta falta de inovação musical na Alemanha foi causada pela forma de música dos Nazistas e/ou efeitos traumaticos da guerra - antes da era Nazista, Alemanha era o centro de alguns inovações musicais, o que dificultou o desenvolvimento da música durante/depois da era Nazista.

## Década de 1960 e 1970: Krautrock
A maior parte instrumental, o som do krautrock misturava o rock instrumental (guitarra, baixo, bateria) com instrumentos eletrônicos.

## Neue Deutsche Welle
Neue Deutsche Welle (New Wave alemão) é uma excrescência do punk rock britânico, post-punk e New Wave que apareceu no meio dos anos 1970. O campo não era muito grande, no entanto, ficou famoso no começo dos anos 80. Desde 2003, o movimento cresceu. Muitas bandas de pop rock se tornaram famosas na Alemanha (Tokio Hotel, Wir sind Helden, Silbermond, Juli e Revolverheld por exemplo), no entanto o crescimento internacional não está muito perto, se não contando Tokio Hotel que está ganhando sucesso na Europa, EUA, Israel e América Latina.

## Ostrock
Ostrock refere-se à cena de rock da República Democrática Alemã (também conhecida como Alemanhã Oriental) que começou grosseiramento no mesmo tempo como na Ocidental. Os grupos mais conhecidos são Puhdys e Karat.